# (367) Amicitia
(367) Amicitia ist ein Asteroid des inneren Hauptgürtels, der am 19. Mai 1893 vom französischen Astronomen Auguste Charlois am Observatoire de Nice bei einer Helligkeit von 12 mag entdeckt wurde.
Der Asteroid ist benannt mit dem lateinischen Begriff für Freundschaft. Julius Bauschinger, der Direktor des Astronomischen Rechen-Instituts in Berlin, veröffentlichte 1901 die Namen von 34 von Charlois entdeckten Asteroiden zwischen den Nummern (356) und (451). Im Text heißt es lediglich: „Nach Zustimmung des Herrn Charlois haben folgende von ihm entdeckten… Planeten nachstehende Namen erhalten.“ Es liegt daher nahe, dass die Namen vom Astronomischen Rechen-Institut ausgewählt wurden.

## Wissenschaftliche Auswertung
Aus Ergebnissen der IRAS Minor Planet Survey (IMPS) wurden 1992 Angaben zu Durchmesser und Albedo für zahlreiche Asteroiden abgeleitet, darunter auch (367) Amicitia, für die damals Werte von 19,1 km bzw. 0,25 erhalten wurden. Eine Auswertung von Beobachtungen durch das Projekt NEOWISE im nahen Infrarot führte 2012 zu vorläufigen Werten für den Durchmesser und die Albedo im sichtbaren Bereich von 16,8 oder 21,2 km bzw. 0,39 oder 0,29.
Photometrische Messungen des Asteroiden fanden erstmals statt am 5. und 6. Juni 1992 am Mount-Lemmon-Observatorium in Arizona. Aus der aufgezeichneten Lichtkurve wurde eine Rotationsperiode von 4,209 h abgeleitet, allerdings konnten auch andere Perioden von 3,808, 4,564 oder 5,059 h nicht ausgeschlossen werden.
Eine Auswertung von archivierten Lichtkurven des United States Naval Observatory in Arizona und der Catalina Sky Survey ermöglichte dann 2011 für ein dreidimensionales Gestaltmodell des Asteroiden die Bestimmung von zwei alternativen Positionen der Rotationsachse mit prograder Rotation und einer Periode von 5,05502 h.
Umfangreiche Messungen wurden im Oktober 2000, Juli und September 2003, März und April 2005, von Januar bis März 2008, im Juni 2009 sowie September 2010 am Observatorium Borówiec in Polen, am Observatoire du Pic du Midi in Frankreich, am Nationalen Astronomischen Observatoriums Roschen in Bulgarien und am Observatorium San Pedro de Atacama in Chile durchgeführt. Die während insgesamt 15 Nächten registrierten Lichtkurven wurden in einer Untersuchung von 2012 zu einer Periode von 5,055 h ausgewertet. Aus den Daten des Calvin-Rehoboth Observatory aus drei Beobachtungsreihen vom 18. November 2007 bis 7. April 2008 wurde in einer Untersuchung von 2016 eine Rotationsperiode des Asteroiden von 5,05479 h abgeleitet.
Im Jahr 2021 wurde aus archivierten Daten und photometrischen Messungen von Gaia DR2 erneut eine Rotationsachse mit prograder Rotation berechnet. Die Rotationsperiode wurde dabei zu 5,05502 h bestimmt. Zwischen 2012 und 2018 wurden mit der All-Sky Automated Survey for Supernovae (ASAS-SN) auch photometrische Daten von 20.000 Asteroiden aufgezeichnet. Auf mehr als 5000 davon konnte erfolgreich die Methode der konvexen Inversion angewendet werden, darunter auch (367) Amicitia, für die in einer Untersuchung von 2021 ein verbessertes dreidimensionales Gestaltmodell für zwei alternative Rotationsachsen mit prograder Rotation und einer Periode von 5,05501 h berechnet wurde.
Aus archivierten Daten des Asteroid Terrestrial-impact Last Alert System (ATLAS) aus dem Zeitraum 2015 bis 2018 konnte in einer Untersuchung von 2022 mit der Methode der konvexen Inversion eine Rotationsperiode von 5,05502 h bestimmt werden. Im Jahr 2023 wurde aus photometrischen Messungen von Gaia DR3 erneut ein dreidimensionales Gestaltmodell des Asteroiden für zwei alternative Rotationsachsen mit prograder Rotation und einer Periode von 5,05504 h berechnet.